# كتاب أوكسفورد للكتابة العلمية الحديثة
كتاب أكسفورد للكتابة العلمية الحديثة (بالإنجليزية: The Oxford Book of Modern Science Writing) هو مختارات من الكتابة العلمية، بتنظيم وتقديم ريتشارد دوكينز من جامعة أوكسفورد. نُشِرَ الكتاب للمرة الأولى عام 2008، وقد احتوى على 83 موضوعاً كتبها العديد من الكتَّاب، وكان طول الموضوع الواحد حوالي ثمانية صفحات.

## المحتويات
الكتاب مقسم إلى أربع أجزاء، القائمة التالية توضح الأجزاء ومحتوياتها:

### ما يدرسه العلماء
- الكون الغامض، جيمس جينس
- فقط ستة أرقام، مارتن ريس
- معاودة النظر في الخلق، بيتر أتكنس
- النمل والطاووس، هيلينا كروني
- القانون العام للاختيار الطبيعي، رونالد فيشر
- تطور الجنس البشري، ثيودوسيوس دوبجانسكي
- التكيف والانتقاء الطبيعي، جي سي ويليمز
- الحياة نفسها وأصلها وطبيعتها، فرنسيس كريك
- الجينوم، مات ريديلي
- النظرية الحيوية في الألفية الثالثة، سيدني برينر
- لغة الجين، ستيف جونز
- القياس الحقيقي عند البداية، جون هولدين
- شرح التنوع الحيوي، مارك ريديلي
- أهمية الجهاز العصبيفي تطور طيران الحيوانات، جون ماينارد سميث
- الرجل في العالم، فريد هويل
- عن النمو والهيئة، دي ارسي ثومبسون
- معنى التطور، جورج جايلورد سيمبسون
- ثلاثية الفصوص، ريتشارد فورتي
- آلة الدماغ، كولين بلاك مور
- المرايا في الدماغ، ريتشارد جريجوري
- العلاج في استمرار، نيكولاس هامفيري
- حالة اللغة وكيف يعمل الدماغ، ستيفن بينكر
- ظهور وسقوط القرد الثالث، جارد دايموند
- حياة روبين، ديفيد لاك
- طبيعة الفضول، نيكولاس تينبرغن
- التطور الاجتماعي، روبرت تريفيرس
- البحر المفتوح، أليستر هاردي
- البحر من حولنا، راشيل كارسون
- الأزهار تغير العالم، لورين ايسيل
- تنوع الحياة، إدوارد أوسبورن ويلسون

### كيف يكون العالم
- الكون المتسع، آرثر ستانلي إدنغتون
- الاعتذار الرياضي، سي بي سنو
- إزعاج الكون، فريمان دايسون
- الشغف من أجل الكريستال، ماكس بيروتس
- قل ريلي لهويل، جورج جاموف
- هوية الرجل، جاكوب برونوفسكي
- الحروب والأمم، روبرت أوبنهايمر
- أشياء لطيفة عن السرطان، جون هولدين
- الحظ، دونالد جوهانسون[1]
- دودة القرن، ستيفن جاي غولد
- دورات الحياة، جون تايلور بونر
- العم تنغستين، أوليفر ساكس
- رجل من صنع نفسه، جوناثن كينقدون
- تجنب الناس المملة، جيمس واتسون
- الطبيعة غير الطبيعية، لويس ولبيرت
- مقالات عن علم الأحياء، جوليان هكسلي
- الدين والعلم، ألبرت أينشتاين
- الشيطان يصطاد العالم، كارل ساغان

### كيف يفكر العالم
- شخصية القانون الفيزيائي، ريتشارد فاينمان
- ما هي الحياة؟، إرفين شرودنغر
- أفكار داروين الخطيرة، دانيال دينيت
- نمو التفكير الحيوي، إرنست ماير
- كيف تعمل الطبيعة، بير بيك
- الرياضيات للمليون، لانكيلوت هوجبن
- تاريخ موجز للزمن، ستيفن هوكينج
- الكون الرائع، براين غرين
- الوقت والفضاء للعم ألبرت، راسيل  ستانرد
- ما هي النظرية النسبية، ألبرت أينشتاين
- مستر تومبكنس، جورج جاموف
- الإنغاما الذهبية، بول دافيس
- النظرية الرياضية للتواصب، كلود شانون

### بماذا يفرح العالم
- الحقيقة والجمال، سابرامانين تشاندراسخار
- الاعتذار الرياضي، غودفري هارولد هاردي
- أحلام النظرية الأخيرة، ستيفن واينبرج
- حياة الفضاء، لي سمولين
- الإمبراطورية هي العقل الجديد، روجر بنروز
- الثقوب السوداء، رغوة الكم، كينيث دبليو فورد وجون أرتشيبالد ويلر
- الحياة: غير مرخصة أحيائياً، ريتشارد فورتي
- نسيج الحقيقة، ديفيد دويتش
- الطاولة الدورية، بريمو ليفي
- معنى التطور، جورج جايلورد سيمبسون
- نقطة زرقاء باهتة، كارل ساغان

## التلقي
تلقى الكتاب العديد من المراجعات الإيجابية منها نيو ساينتست التي ذكرت: «إذا كان هناك كتاب علمي واحد فقط عليك قرائته فسيكون هذا الكتاب» بيتر فوربس قال لذي إندبندنت، بأن الإحصائيات تفيد بأن كل قارئ تمنى أن يكون تجربة أو اثنتين وقال ستيفن بولي قال لصحيفة الغارديان عن الكتاب «صوت جميل، عامل الحب» وقد كتب العديد من المدونبن عن نقص العالمات النساء في هذا الكتاب.